# 大阪市立井高野中学校
大阪市立井高野中学校（おおさかしりつ いたかの ちゅうがっこう）は、大阪府大阪市東淀川区にある公立中学校。
地域の住宅開発に伴う生徒数増加により、井高野地区を対象とする大阪市立瑞光中学校の地域分校として、1972年に現在地に設置されたことに始まる。分校設置から1年後の1973年に独立校となった。大阪市の北東端、吹田市・摂津市に接する地域を校区としている。

## 沿革
- 1972年 - 大阪市立瑞光中学校井高野分校を設置。大阪市立井高野小学校校区在住の生徒を受け入れる地域分校とする。
- 1973年4月1日 - 大阪市立井高野中学校として独立。1-2年生のみで発足。
- 1973年5月1日 - 校章決定。
- 1974年3月15日 - 校歌完成。
- 1978年4月1日 - 養護学級設置。
- 1982年4月1日 - 制服改定（新1年生より導入）。
- 1985年3月2日 - 体育館竣工。
- 2022年 - 創立50周年記念校歌4番完成。

## 通学区域
- 大阪市立井高野小学校と大阪市立東井高野小学校の通学区域。

大阪市東淀川区 井高野1丁目-4丁目、北江口1丁目-4丁目。

## 交通
- 大阪シティバス 井高野車庫前バス停。
- Osaka Metro今里筋線 井高野駅 北へ約500m。
- 阪急京都線 相川駅 東へ約1.5km。